# Selenidera
Selenidera Gould, 1837 è un genere di uccelli della famiglia Ramphastidae.

## Distribuzione e habitat
Il genere è diffuso in Sud America, con un'unica specie (Selenidera spectabilis) che estende il suo areale dall'Ecuador e dalla Colombia verso l'America Centrale (Panama, Costa Rica, Nicaragua, Honduras).

## Tassonomia
Il genere comprende le seguenti specie:
- Selenidera spectabilis Cassin, 1858 - tucanetto guancegialle
- Selenidera piperivora (Linnaeus, 1758) - tucanetto della Guyana
- Selenidera reinwardtii (Wagler, 1827) - tucanetto dal collare
- Selenidera nattereri (Gould, 1835) - tucanetto ciufficrema
- Selenidera gouldii (Natterer, 1837) - tucanetto di Gould
- Selenidera maculirostris (Lichtenstein, 1823) - tucanetto beccomacchiato